# Cantón de Beaumont-Hague
El cantón de Beaumont-Hague era una división administrativa francesa, que estaba situada en el departamento de Mancha y la región de Baja Normandía.

## Composición
El cantón estaba formado por diecinueve comunas:
- Acqueville
- Auderville
- Beaumont-Hague
- Biville
- Branville-Hague
- Digulleville
- Éculleville
- Flottemanville-Hague
- Gréville-Hague
- Herqueville
- Jobourg
- Omonville-la-Petite
- Omonville-la-Rogue
- Sainte-Croix-Hague
- Saint-Germain-des-Vaux
- Tonneville
- Urville-Nacqueville
- Vasteville
- Vauville

## Supresión del cantón de Beaumont-Hague
En aplicación del Decreto nº 2014-246 de 25 de febrero de 2014, el cantón de Beaumont-Hague fue suprimido el 22 de marzo de 2015 y sus 19 comunas pasaron a formar parte del nuevo cantón de La Hague.